# Nasheed
En Nasheed (også kendt som Nashid, أناشيد ,نشيدNaat, Na'at og نعت) er en vokalsammensætning, som enten bliver sunget a cappella eller med meget lidt brug af simple perkussionsinstrumenter. Korstemmer er også ofte brugt som baggrundsinstrumentation. Nasheed er en form for religiøs musik, som referer til islamisk historie, teologi, og nuværende begivenheder i den muslimske verden. De bliver ofte spillet under spirituelle tidspunkter såsom Muharram, Ramadanen og Eid. På grund af, at bestemte fortolkninger af islam forbyder brugen af instrumentbaseret musik, forbliver nasheed også populært året rundt i mange lande i Mellemøsten, Sydasien (hvor de bliver refereret til som Na'at), og Sydøstasien.